# Karlo Bručić
Karlo Bručić (sinh ngày 17 tháng 4 năm 1992) là một cầu thủ bóng đá người Croatia.

## Sự nghiệp câu lạc bộ
Karlo Bručić đã từng chơi cho Sagan Tosu.